# Överkommissariens hus

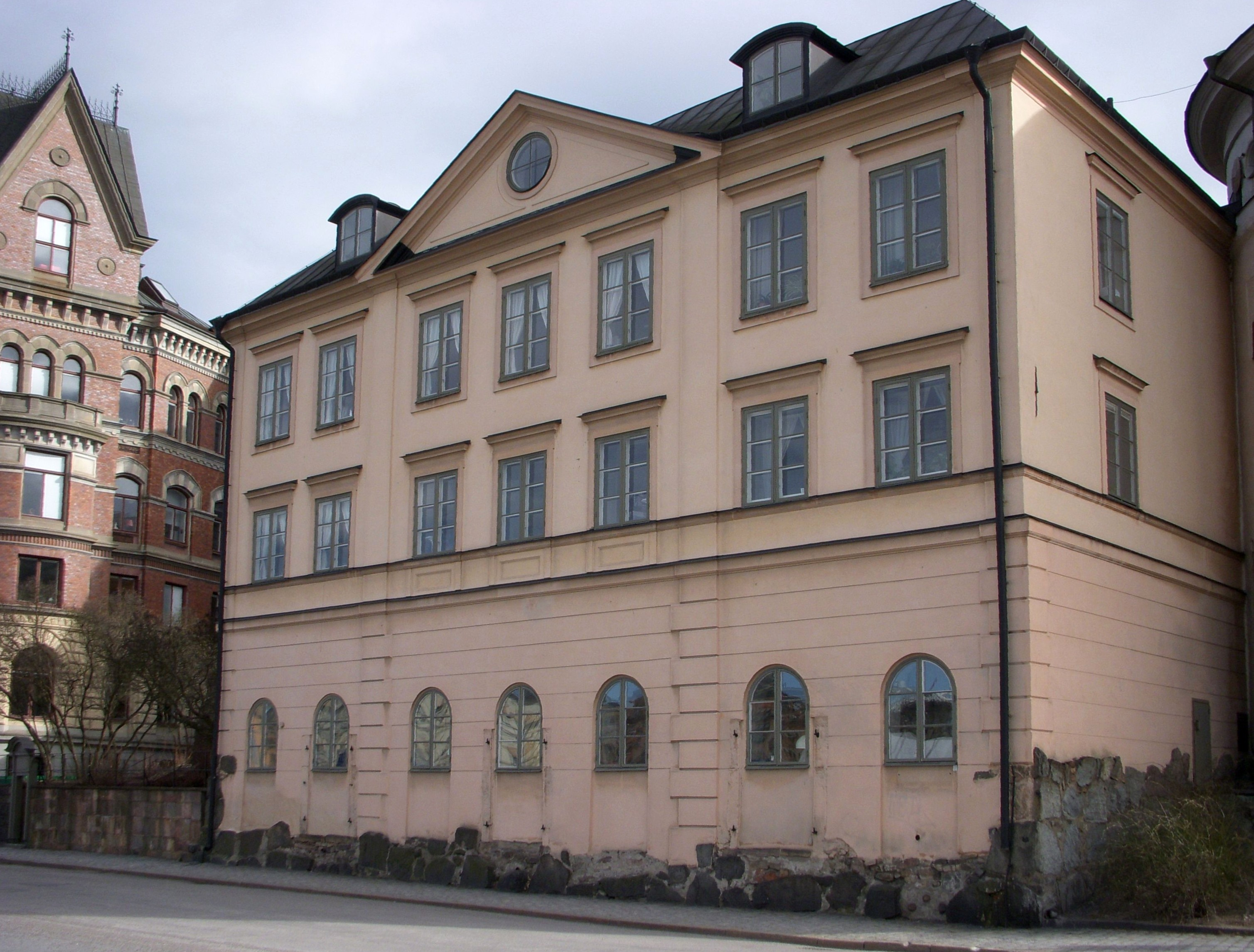
Överkommissariens hus.

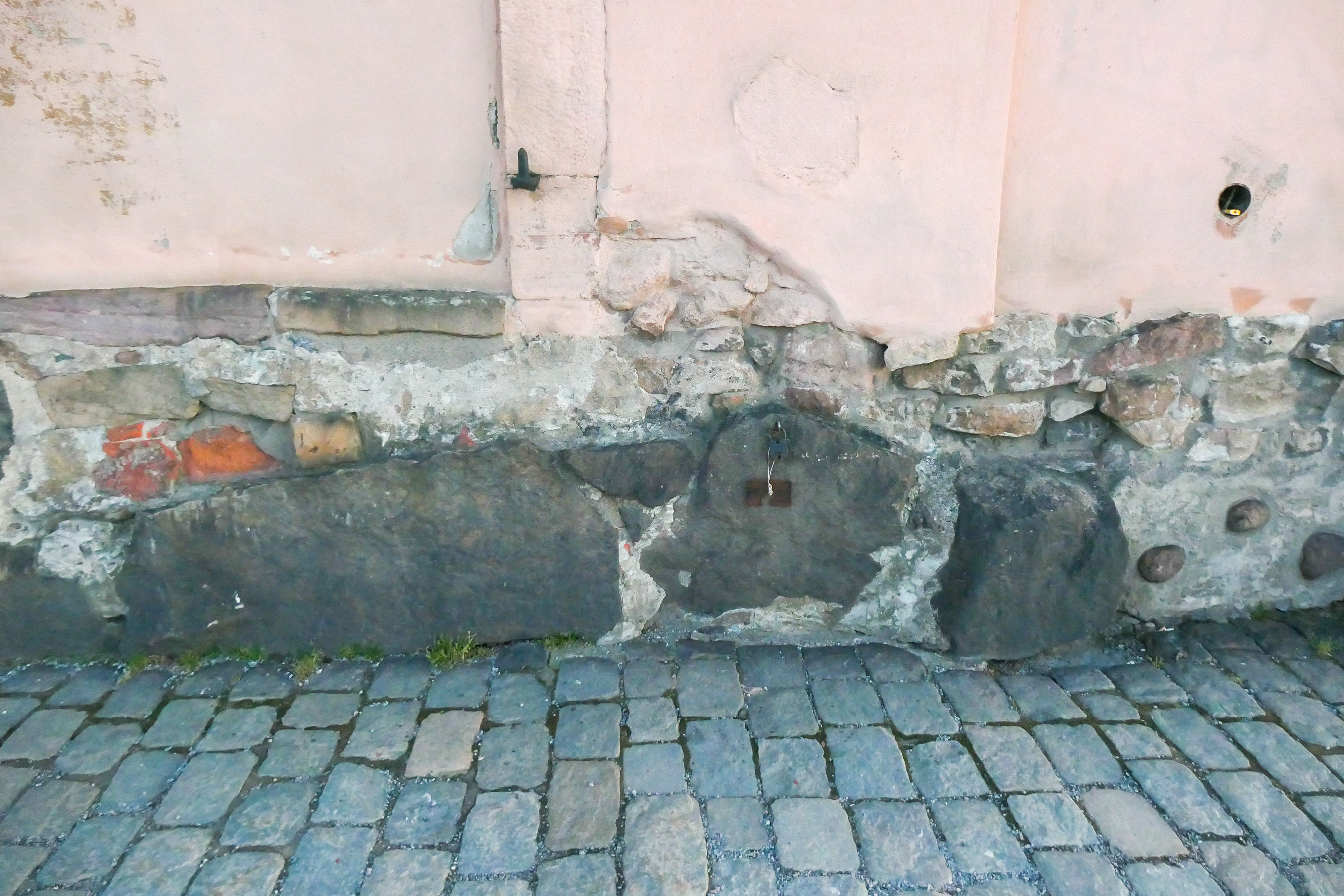
Husgrunden till Överkommissariens hus utgörs av stenar och grova granitblock. Här finns även inslag av tegelstenar och kalk- och sandstensdelar från äldre byggnader.

Överkommissariens hus är en byggnad från 1750-talet på Riddarholmen i centrala Stockholm. Huset är beläget vid vattnet på den västra delen av ön mellan Birger jarls torn och Norstedtshuset och nedanför Schering Rosenhanes palats. Huset uppfördes på 1750-talet av den förmögna handelsmannen Berge Olofson Ström, efter ritningar av Carl Hårleman. Ström är också den som gett namn åt holmen utanför – Strömsborg.
Fastigheten kom senare att inköpas av kronan och uppläts som bostad och kontor åt Generalassistanskontoret, som var ett pantlånekontor som från 1770-talet hade sina huvudsakliga lokaler i Gamla auktionsverket som också är beläget på Riddarholmen. Pantlånekontorets chef titulerades överkommissarie och det är hans användning av huset som bostad som har gett namn åt huset. Byggnadens översta våning och fasad mot sjösidan tillkom på 1850-talet. När pantlåneinrättningen upphörde i slutet av 1800-talet fick Drätselnämndens arkiv lokaler i huset. Det slogs senare samman med Rådhusarkivet och blev Stockholms stadsarkiv. Stadsarkivet blev kvar på Riddarholmen till 1943, då man flyttade till Kungsholmen. 
1949 blev staten åter ägare till Överkommissariens hus. Åren 1950-54 gjordes en stor ombyggnad efter ritningar av arkitekten Cyrillus Johansson för Kammarkollegiet. Förbindelsen mellan Överkommissariens hus och Birger jarls torn murades igen. Idag har förbindelsen åter öppnats och huset är idag, liksom grannhuset Birger jarls torn kontor för Justitiekanslern.